# Чибиркин, Владимир Васильевич
Влади́мир Васи́льевич Чиби́ркин (род. 21 ноября 1948, село Лада, Ладский район, Мордовская АССР) — российский политический деятель. Председатель Государственного Собрания Республики Мордовия с 15 декабря 2011 года. 
Секретарь Мордовского регионального отделения партии «Единая Россия» (26 декабря 2016 – 3 декабря 2021).

## Биография
Окончил Мордовский государственный университет имени Н. П. Огарёва. Кандидат технических наук, доктор электротехники. По национальности русский.
С 1971 года работал инженером НИИ Саранского завода «Электровыпрямитель», в дальнейшем занимал должности инженера-конструктора, начальника бюро, начальника отдела, заместителя директора по научной работе, директора научно-инженерного центра акционерного общества «Электровыпрямитель». 
С 1996 по 2011 год был генеральным директором ОАО «Электровыпрямитель».
Избирался депутатом Государственного Собрания Республики Мордовия второго, третьего и четвёртого созывов. 
С 2003 по 2011 год — председатель комитета Государственного Собрания Республики Мордовия по экономической политике, предпринимательству и собственности.
С декабря 2011 года — Председатель Государственного Собрания Республики Мордовия пятого созыва.
26 декабря 2016 года избран секретарём Мордовского регионального отделения партии «Единая Россия».

## Награды и почётные звания
- орден Дружбы (2 мая 2024) — за активную законотворческую деятельность и многолетнюю добросовестную работу[3];
- медаль ордена «За заслуги перед Отечеством» II степени (11 октября 2009) — за достигнутые трудовые успехи и многолетнюю добросовестную работу[4];
- медаль «За заслуги в проведении Всероссийской переписи населения»;
- юбилейная медаль «300 лет Российскому флоту»;
- орден Славы III степени Республики Мордовия;
- почётное звание «Заслуженный работник промышленности Республики Мордовия»;
- премия Правительства Российской Федерации в области науки и техники;
- Государственная премия Республики Мордовия.